# Геласий (митрополит Сарский)
Митрополит Геласий (ум. 26 сентября 1601, Москва) — епископ Русской православной церкви, митрополит Сарский и Подонский (именовавшийся также «Сарским и Крутицким» или «Сарским и Козельским»).

## Биография
Хиротонисан во епископа Сарского в ноябре 1586 года.
Собор, бывший в 1589 году для учреждения патриаршества, определил «быть митрополиту близ царствующего града Москвы на Крутицах», и Геласий в мае 1589 года был возведён в сан митрополита.
В мае 1591 года он был послан с князем В. И. Шуйским в Углич для производства сыска про смерть царевича Димитрия и совершил отпевание тела царевича. По возвращении в Москву Геласий представил собору адресованную на его имя челобитную Углицкого городового приказчика Русина Ракова, уличавшую Нагих в симуляции обстановки злоумышленного убийства царевича, и свою «сказку» следующего содержания: «Извещаю тебе, Иову Патриарху, и всему Освященному Собору, которого дни ехати мне с Углеча к Москве, и царица Марья, призвав меня к себе, говорила мне с великим прошеньем: как Михаила Битяговского с сыном и жильцов побили, и то дело учинилось грешное, виноватое, чтобы мне челобитье её донести до Государя Царя и Великого Князя, чтоб Государь тем бедным червам Михаилу с братьею (Нагим) в их вине милость показал». Эти челобитные и сказка имели важное влияние на исход Углицкого дела, и патриарх Иов с Освященным Собором, «слушав Углицкого дела и сказку митрополита Галасеи», пришли к убеждению, что Нагих и угличан — посадских людей была «измена явная», царевичу же «смерть учинилась Божьим судом».
Есть предположение, что Геласий занимался и церковным песнетворчеством. В Космине Яхромском монастыре Владимирской епархии была рукописная служба преподобному Косме Яхромскому с надписанием «Канон Преподобного, смиренного Геласия творение». Является правдоподобным, что автором этого канона был митрополит Геласий, которого имя внесено в синодик Яхромского Космина монастыря.
Геласий умер 26 сентября 1601 года и был погребён в крестовой (Воскресенской) церкви митрополичьего дома на Крутицах в Москве.
В 1812 году эту выгоревшую церковь было предположено разобрать, и при начавшейся разборке был открыт склеп, где между прочими оказалась и надгробная доска Геласия. Когда по ходатайству архиепископа Августина (Виноградского) разборка церкви была остановлена, было «повелено склеп закрыть и на месте погребения вставить камни, на которых и поместить найденные надгробные надписи. Эпитафия митрополита Геласия, над которой помещен череп в архиерейской митре, гласит: «Лета 7110 сентября в 26 день, на память святого апостола и евангелиста Иоанна Богослова преставися раб Божий Преосвященный Геласея, митрополит Сарский и Подонский».